# S46 (Berlijn)
De S46 is een lijn van de S-Bahn van Berlijn. De lijn verbindt Station Königs Wusterhausen in de deelstaat Brandenburg met het Westend in het gelijknamige stadsdeel van Berlijn. De lijn loopt via onder andere de stations Schöneweide, Hermannstraße en Südkreuz. De lijn telt 28 stations en heeft een lengte van 40,6 kilometer; de reistijd over de gehele lijn bedraagt 58 minuten. De lijn wordt uitgevoerd door de S-Bahn Berlin GmbH, een dochteronderneming van de Deutsche Bahn.
De spoorverbinding maakt van oost naar west gebruik van het traject van de Spoorlijn Berlijn - Görlitz, de link tussen Baumschulenweg en Neukölln en de Ringbahn.